# Margaret Mutu
 Margaret Shirley Mutu  (* 20. Jahrhundert in Auckland, Neuseeland) ist eine neuseeländische Mathematikerin, Autorin und Hochschullehrerin. Sie ist Professorin für Māori-Studien an der University of Auckland. Sie ist spezialisiert auf die Sprache und Gesellschaft der Māori, Ansprüche des Te Tiriti o Waitangi gegen die britische Krone und die Rechte der Māori, insbesondere in Bezug auf Verfassungsfragen, Fischerei, Naturschutz und Ressourcenmanagement.

## Leben und Werk
Mutu ist die Tochter von Tame/Tom Mutu, der Māori in Verbindung mit Ngāti Kahu, Te Rarawa und Ngāti Whātua war, und seiner Frau, der schottischen Krankenschwester Penelope Brough-Robertson. Ihr Vater kämpfte im Zweiten Weltkrieg in Ägypten, wo er ein Bein verlor. Sie besuchte die Waikowhai Primary School und dann für ein Jahr das Mt Roskill Intermediate. Nach dem Tod ihres Vaters lebte sie im Rangiātea Methodist Māori Girls Hostel in New Plymouth und besuchte die New Plymouth Girls’ High School. Anschließend studierte sie ab 1970 Mathematik an der University of Auckland, wo sie 1973 den Bachelor of Science in Reiner und Angewandter Mathematik erhielt. 1974 erwarb sie ein Diplom für Mathematik im Sekundarschullehramt am Auckland Secondary Teachers’ Training College in Auckland. Sie erhielt 1983 an der University of Auckland den Master of Philosophie in Maori-Studien und promovierte 1990 bei Bruce Biggs in Māori-Studien mit Schwerpunkt Linguistik mit der Dissertation: Aspects of the structure of the Ùa Pou dialect of the Marquesan language.
1974 und 1975 unterrichtete sie Mathematik und Māori-Studien an der Epsom Girls’ Grammar School, Ende der 1970er und Anfang der 1980er Jahre nebenberuflich Mathematik am Auckland Institute of Technology. An der University of Auckland war sie von 1986 bis 1992 Dozentin für Māori-Studien, danach bis 2002 leitende Dozentin und wurde dann Professorin für Māori-Studien. Ihre Forschungsschwerpunkte liegen auf Māori-Rechten, Souveränität und Verfassungstransformation, mündlichen Überlieferungen und Geschichten, Māori-Ressourcenmanagement und Erhaltungspraktiken sowie Māori- und polynesischer Linguistik.
Mutu ist Vorsitzende von Karikari Marae und Kapehu Marae im nördlichen Wairoa. Sie war die leitende Forscherin der Kläger für die erfolgreichen Muriwhenua-Landansprüche und ist die Hauptverhandlungsführerin für die Beilegung der Ngäti Kahu--Ansprüche. Sie war auch in vielen anderen Ausschüssen und Gremien tätig, darunter der New Zealand Conservation Authority, dem Vorstand des National Institute of Water and Atmospheric Research (NIWA) Ltd und dem Board of Inquiry in the New Zealand Coastal Policy Statement. Sie vertrat Māori in internationalen indigenen Foren, darunter in einem technischen Ausschuss der UN-Biodiversitätskonvention.
Von 2009 bis 2015 war Mutu Mitglied der Redaktion von AlterNative – A Journal of Indigenous Scholarship.

## Ehrungen (Auswahl)
- 1994: Distinguished Teaching Award, University of Auckland
- 2015: Pou Aronui Award für ihre nachhaltigen Beiträge zu den Rechten der Ureinwohner und der Wissenschaft in Neuseeland
- 2017: 150 Women in 150 Words der Royal Society Te Apārangi
- 2017: Fellow of the Royal Society Te Apārangi[7]

## Veröffentlichungen (Auswahl)
- The State of Māori Rights. Wellington, Huia Publishers, 2011, ISBN 978-1-86969-437-1.
- mit McCully Matiu: Te Whānau Moana – Ngā kaupapa me ngā tikanga – Customs and protocols. Auckland, Reed Publishing, 2003, ISBN 0-7900-0839-4.
- Ūa Pou: Aspects of a Marquesan dialect. Canberra: Pacific Linguistics, 2002, ISBN 0-85883-526-6.